# Изчезване на „Локхийд WC-130“ на ВВС на САЩ през 1974 г.
През 1974 г. наскоро преустроеният „Локхийд WC-130H“ (регистрационен номер на ВВС 65-0965) е прехвърлен на 54-та ескадрила за метеорологично разузнаване „Тайфун Чейзърс“ във военновъздушната база „Андерсен“ в Гуам. Самолетът с позивна „Суан 38“ е изпратен да проучи тайфуна Бес, след като преминава над Филипините и продължава на северозапад. Екипажът напуска военновъздушната база „Кларк“ на остров Лусон във Филипините.
Радиовръзката със „Суан 38“ е изгубена след 22:00 часа на 12 октомври 1974 г., очевидно когато самолетът се насочва към окото на тайфуна, за да направи втора корекция на позицията си по времето, когато установява своята траектория. Липсват радиопредавания, които да показват извънредна ситуация на борда, и издирвателните екипи не могат да открият самолета или неговия екипаж, освен няколко парчета отломки. Всичките шестима членове на екипажа са обявени за изчезнали и се смятат за мъртви. Членовете на екипажа на „Суан 38“ са: капитан Едуард Р. Бушнел, 1-ви лейтенант Гари У. Крас, 1-ви лейтенант Майкъл П. О'Брайън, 1-ви лейтенант Тимъти Дж. Хофман, тех. сержант Кенет Г. Зур и сержант Детлеф В. Ринглер.